# Vliestapete
Die Vliestapete ist ein Wandbelag mit einem Trägermaterial aus Zellstoff.
Er gilt als besonders strapazierfähig, leicht zu verarbeiten und schwer entflammbar. Das Material kann auch kleinere Risse im Putzuntergrund überbrücken. Verschiedene Oberflächen zwischen ganz glatt über grobe Prägemuster bis zu bedruckten Fertigvliestapeten werden angeboten.

## Eigenschaften
Bei Vliestapeten besteht das Trägermaterial aus einer  dampfdiffusionsoffenen Kombination von Zellulose und Textilfasern, die für einen strapazierfähigen Wandbelag sorgen.
Die strukturierten Oberflächen kommen je nach Hersteller unterschiedlich zustande, durch Prägung des Basismaterials oder auch durch aufgeschäumte Kunststoffe (PVC).

## Verarbeitung
Vliestapeten müssen nicht mit dem Tapetenkleister eingestrichen oder mit diesem eingeweicht werden, sondern können trocken bahnenweise auf die mit einem Spezialkleber für Vlies eingestrichene Wand aufgebracht werden. Der Vlieswandbelag bleibt im Gegensatz zu anderen Arten Tapete in unveränderter Form. Er dehnt sich auch in feuchtem Zustand weder aus noch schrumpft er im Trocknungsverlauf.
Bei Vliestapeten, die bereits farbig oder gemustert sind, soll der zu tapezierende Untergrund farblich einheitlich sein, da der Vliesträger durchscheinender ist als der herkömmliche Papierträger. Speziell für die Tapezierung von Vliestapeten stellt die Industrie Grundierungen bereit, die weiß pigmentiert sind und oft als „Tapetengrund weiß“ oder als „Tapeziergrund weiß“ bezeichnet werden.
Das Ablösen einer Vliestapete ist leichter als bei herkömmlichen Papiertapeten. Da die Zugbelastbarkeit des Vliesgewebes höher ist als die Haftung des Klebers an der Wand, können sie werden bahnenweise trocken abgezogen werden.